# Snookerns världsranking 1976/1977
Snookerns världsranking 1976/1977 var den första professionella snookerrankingen. Poängen baserades på resultaten från de tre senaste världsmästerskapen (1974, 1975 och 1976).
|    |                 |              | Poäng   | Poäng   | Poäng   | Poäng    |
| Nr | Spelare         | Nationalitet | VM 1974 | VM 1975 | VM 1976 | Resultat |
| -- | --------------- | ------------ | ------- | ------- | ------- | -------- |
| 1  | Ray Reardon     | Wales        | 5       | 5       | 5       | 15       |
| 2  | Alex Higgins    | Nordirland   | 2       | 3       | 4       | 9        |
| 3  | Eddie Charlton  | Australien   | 1       | 4       | 3       | 8        |
| 4  | Fred Davis      | England      | 3       | 1       | 2       | 6        |
| 5  | Graham Miles    | England      | 4       | 1       | 1       | 6        |
| 6  | Rex Williams    | England      | 3       | 2       | 1       | 6        |
| 7  | Perrie Mans     | Sydafrika    | 2       | 0       | 3       | 5        |
| 8  | John Spencer    | England      | 1       | 2       | 2       | 5        |
| 9  | Dennis Taylor   | Nordirland   | 0       | 3       | 2       | 5        |
| 10 | Gary Owen       | Wales        | 1       | 2       | 1       | 4        |
| 11 | John Dunning    | England      | 2       | 1       | 1       | 4        |
| 12 | Jim Meadowcroft | England      | 1       | 0       | 2       | 3        |
| 13 | Cliff Thorburn  | Kanada       | 0       | 2       | 1       | 3        |
| 14 | Bill Werbeniuk  | Kanada       | 1       | 1       | 1       | 3        |
| 15 | John Pulman     | England      | 1       | 1       | 1       | 3        |
| 16 | David Taylor    | England      | 0       | 1       | 1       | 2        |
| 17 | Marcus Owen     | England      | 2       | 0       | 0       | 2        |
| 18 | Bernard Bennett | England      | 1       | 0       | 0       | 1        |
| 19 | Ian Anderson    | Australien   | 0       | 1       | 0       | 1        |
| 20 | Warren Simpson  | Australien   | 0       | 1       | 0       | 1        |

| #1 Ray Reardon   |                 |
| Född             | 8 oktober 1932  |
| Nationalitet     | Walesisk        |
| Professionell    | 1967-1992       |
| Högsta ranking   | #1 (6 säsonger) |
| Turneringssegrar |                 |

| #2 Alex Higgins  |                         |
| Född             | 18 mars 1949            |
| Nationalitet     | Nordirländsk            |
| Professionell    | 1971–1997 och 2005–2006 |
| Högsta ranking   | #2 (2 säsonger)         |
| Turneringssegrar |                         |

| #3 Eddie Charlton |                 |
| Född              | 31 oktober 1929 |
| Nationalitet      | Australiensisk  |
| Professionell     | 1963-1965       |
| Högsta ranking    | #3 (5 säsonger) |
| Turneringssegrar  |                 |